# Metalicitate

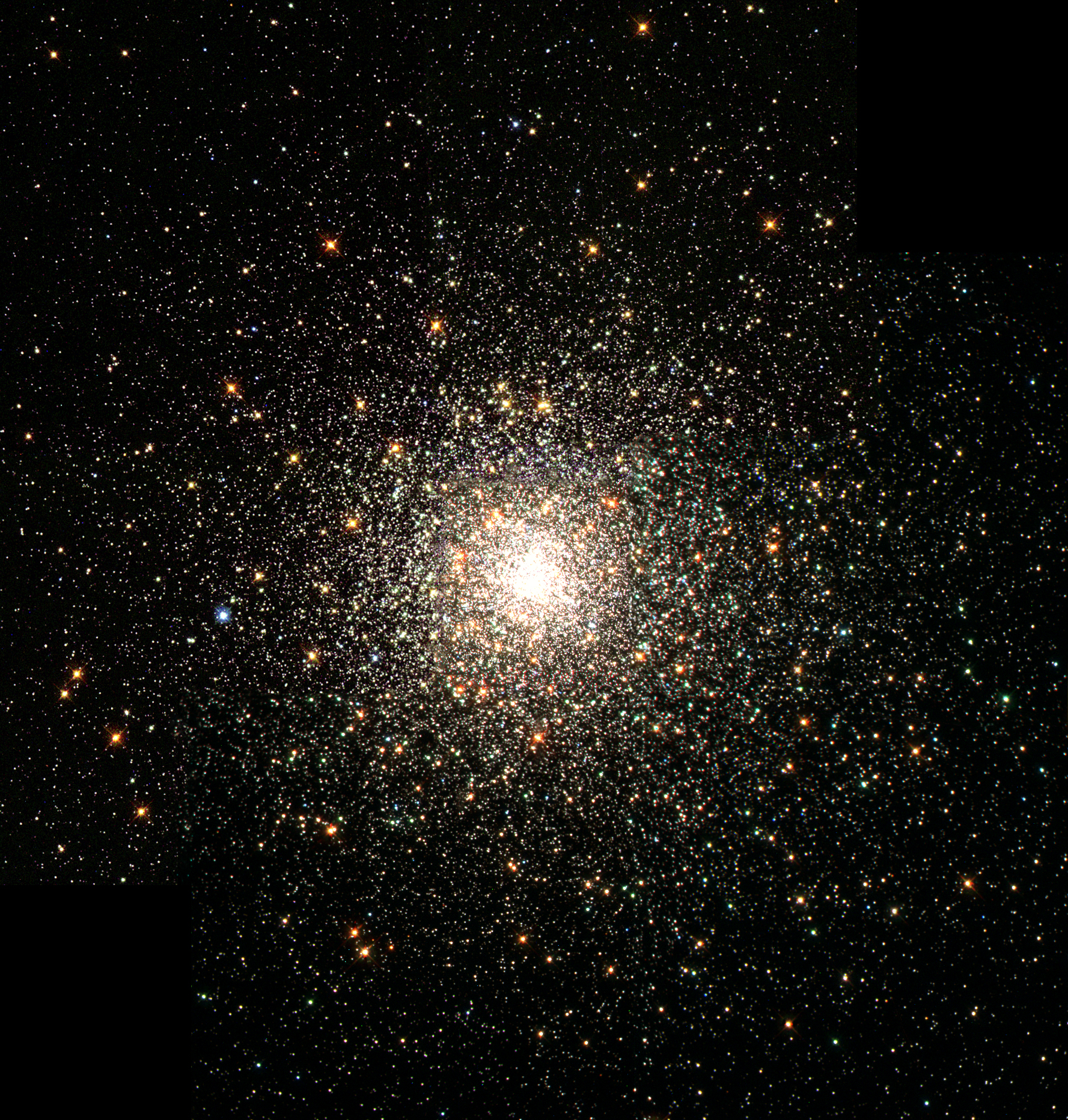
Roiul globular M80. Stelele din roiurile globulare sunt în principal membrii slabi în metale ai Populației II.

În astronomie și în cosmologie fizică, metalicitatea (de asemenea simbolizată Z ) a unui obiect este proporția materiei sale alcătuită din alte elemente chimice în afară de hidrogen și heliu. Din moment ce stelele, ce cuprind mare parte din materia vizibilă a Universului, sunt compuse în mare parte din hidrogen și heliu, astronomii folosesc de obicei pentru conveniență termenul „metal” pentru a descrie laolaltă restul elementelor. 